# IC 4
IC 4 ist eine spiralförmige Radiogalaxie vom Hubble-Typ Sc im Sternbild Pegasus am Nordsternhimmel. Sie ist schätzungsweise 230 Millionen Lichtjahre von der Milchstraße entfernt und hat einen Durchmesser von etwa 75.000 Lichtjahren. Vom Sonnensystem aus entfernt sich die Galaxie mit einer errechneten Radialgeschwindigkeit von näherungsweise 5.000 Kilometern pro Sekunde.
Im selben Himmelsareal befinden sich unter anderem die Galaxien NGC 57, PGC 889, PGC 1535191, PGC 1536353.
Das Objekt wurde am 12. September 1893 vom dänischen Astronomen Frederick Pechüle entdeckt.